# Lijst van nummer 1-hits in Zwitserland in 2010
Deze hits stonden in 2010 op nummer 1 in de Schweizer Hitparade, de bekendste hitlijst in Zwitserland.
| Datum        | Artiest                 | Titel                            |
| ------------ | ----------------------- | -------------------------------- |
| 3 januari    | Melanie Fiona           | Monday morning                   |
| 10 januari   | Melanie Fiona           | Monday morning                   |
| 17 januari   | Rihanna                 | Russian roulette                 |
| 24 januari   | Ke$ha                   | Tik tok                          |
| 31 januari   | Ke$ha                   | Tik tok                          |
| 7 februari   | Ke$ha                   | Tik tok                          |
| 14 februari  | Ke$ha                   | Tik tok                          |
| 21 februari  | Ke$ha                   | Tik tok                          |
| 28 februari  | Ke$ha                   | Tik tok                          |
| 7 maart      | Ke$ha                   | Tik tok                          |
| 14 maart     | Iyaz                    | Replay                           |
| 21 maart     | Ke$ha                   | Tik tok                          |
| 28 maart     | Ke$ha                   | Tik tok                          |
| 4 april      | Stromae                 | Alors on danse                   |
| 11 april     | Stromae                 | Alors on danse                   |
| 18 april     | Stromae                 | Alors on danse                   |
| 25 april     | Stromae                 | Alors on danse                   |
| 2 mei        | Mehrzad Marashi         | Don't believe                    |
| 9 mei        | Stromae                 | Alors on danse                   |
| 16 mei       | Ludacris & Taio Cruz    | Break your heart                 |
| 23 mei       | K'naan                  | Wavin' flag                      |
| 30 mei       | K'naan                  | Wavin' flag                      |
| 6 juni       | K'naan                  | Wavin' flag                      |
| 16 juni      | Lena Meyer-Landrut      | Satellite                        |
| 20 juni      | K'naan                  | Wavin' flag                      |
| 27 juni      | Shakira & Freshlyground | Waka waka (This time for Africa) |
| 4 juli       | Velile & Safri Duo      | Helele                           |
| 11 juli      | Velile & Safri Duo      | Helele                           |
| 18 juli      | Shakira & Freshlyground | Waka waka (This time for Africa) |
| 25 juli      | Shakira & Freshlyground | Waka waka (This time for Africa) |
| 1 augustus   | Shakira & Freshlyground | Waka waka (This time for Africa) |
| 8 augustus   | Yolanda Be Cool & DCUP  | We no speak Americano            |
| 15 augustus  | Yolanda Be Cool & DCUP  | We no speak Americano            |
| 22 augustus  | Yolanda Be Cool & DCUP  | We no speak Americano            |
| 29 augustus  | Yolanda Be Cool & DCUP  | We no speak Americano            |
| 5 september  | Yolanda Be Cool & DCUP  | We no speak Americano            |
| 12 september | Bligg                   | Legändä & Heldä                  |
| 19 september | Eminem & Rihanna        | Love the way you lie             |
| 26 september | Eminem & Rihanna        | Love the way you lie             |
| 3 oktober    | Eminem & Rihanna        | Love the way you lie             |
| 10 oktober   | Eminem & Rihanna        | Love the way you lie             |
| 17 oktober   | Eminem & Rihanna        | Love the way you lie             |
| 24 oktober   | Gotthard                | Heaven                           |
| 31 oktober   | Shakira & Dizzee Rascal | Loca                             |
| 7 november   | James Blunt             | Stay the night                   |
| 14 november  | Shakira & Dizzee Rascal | Loca                             |
| 21 november  | Shakira & Dizzee Rascal | Loca                             |
| 28 november  | Shakira & Dizzee Rascal | Loca                             |
| 5 december   | Duck Sauce              | Barbra Streisand                 |
| 12 december  | Duck Sauce              | Barbra Streisand                 |
| 19 december  | The Black Eyed Peas     | The time (Dirty bit)             |
| 26 december  | The Black Eyed Peas     | The time (Dirty bit)             |